# Cleistes
Cleistes,  es un género   de orquídeas de hábitos terrestres. Es originaria del sureste de Estados Unidos, y luego desde el sur de América Central hasta Uruguay.

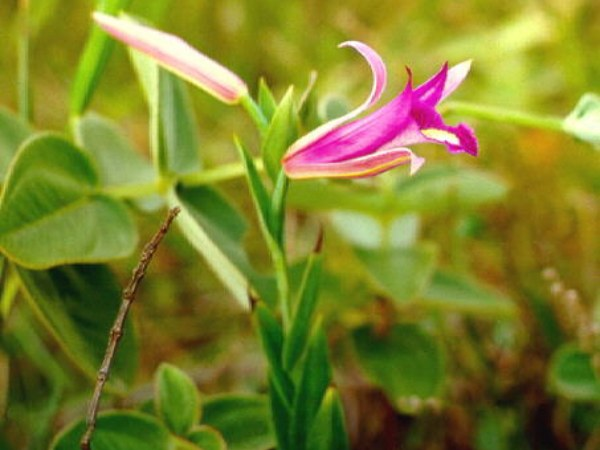
Cleistes libonii.

## Distribución y hábitat
Este es el género más grande de la tribu Pogoniinae, está compuesta por alrededor de sesenta especies de hierbas de hábitos terrestres, erectas, generalmente anuales, que se distribuyen en el sureste de Estados Unidos, y luego desde el sur América Central hasta Uruguay, su centro de dispersión es Brasil, donde existen en casi todos los estados. La mayoría de las especies de este género habitan en la costa y la sabana en los suelos arenosos y ácidos, bien drenados, posiblemente húmedos, donde reciben luz solar, y frecuentes lluvias.

## Descripción
Cleistes, tiene raíces carnosas, a menudo, se pueden reconocer porque tienen hojas alternas en el tallo, generalmente con dos o más delicadas flores, efímeras,  grandes y vistosas, resupinadas, de color blanco, marrón o una diversidad de rosados, su labelo es trilobulado en la punta y presenta laminillas o pelos cortos, a menudo con vetas oscuras, y con los sépalos y los pétalos libres, pero que se abren muy poco. Su polen está reunidos en polinias.
Son especies que raramente sobreviven al ser trasplantadas debido a los daños producidos a sus raíces.

## Evolución, filogenia y taxonomía
Fue propuesta por John Lindley y publicado en The Genera and Species of Orchidaceous Plants 409, en 1840, sin embargo, había sido publicada previamente por el mismo autor es, Mem. Mus. Paris, 4, 31, en 1818. Su especie tipo es Cleistes grandiflora (Aubl.) Schltr. descrita por primera vez como Limodorum grandiflorum Aubl.

### Etimología
El nombre del género viene del griego kleistos cerrado, en referencia a sus  flores que apenas están abiertas.

### Especies
Ver Lista de Especies de Cleistes